# Tegernsee (település)
Tegernsee település Németországban, azon belül Bajorországban az azonos nevű tó partján. Lakosainak száma 3967 fő (2023. december 31.).

## Népesség
A település népessége az elmúlt években az alábbi módon változott:
| Lakosok száma | 1119 | 5362 | 4406 | 4099 | 3582 | 3647 | 3692 | 3687 | 3668 | 3967 |
|               | 1875 | 1950 | 1975 | 1987 | 2012 | 2014 | 2016 | 2017 | 2021 | 2023 |

## Közlekedés
A településnek jó vasúti kapcsolata van Münchennel, ahová óránként indulnak a Bayerische Oberlandbahn dízel motorvonatai.